# Католицизм в Боливии

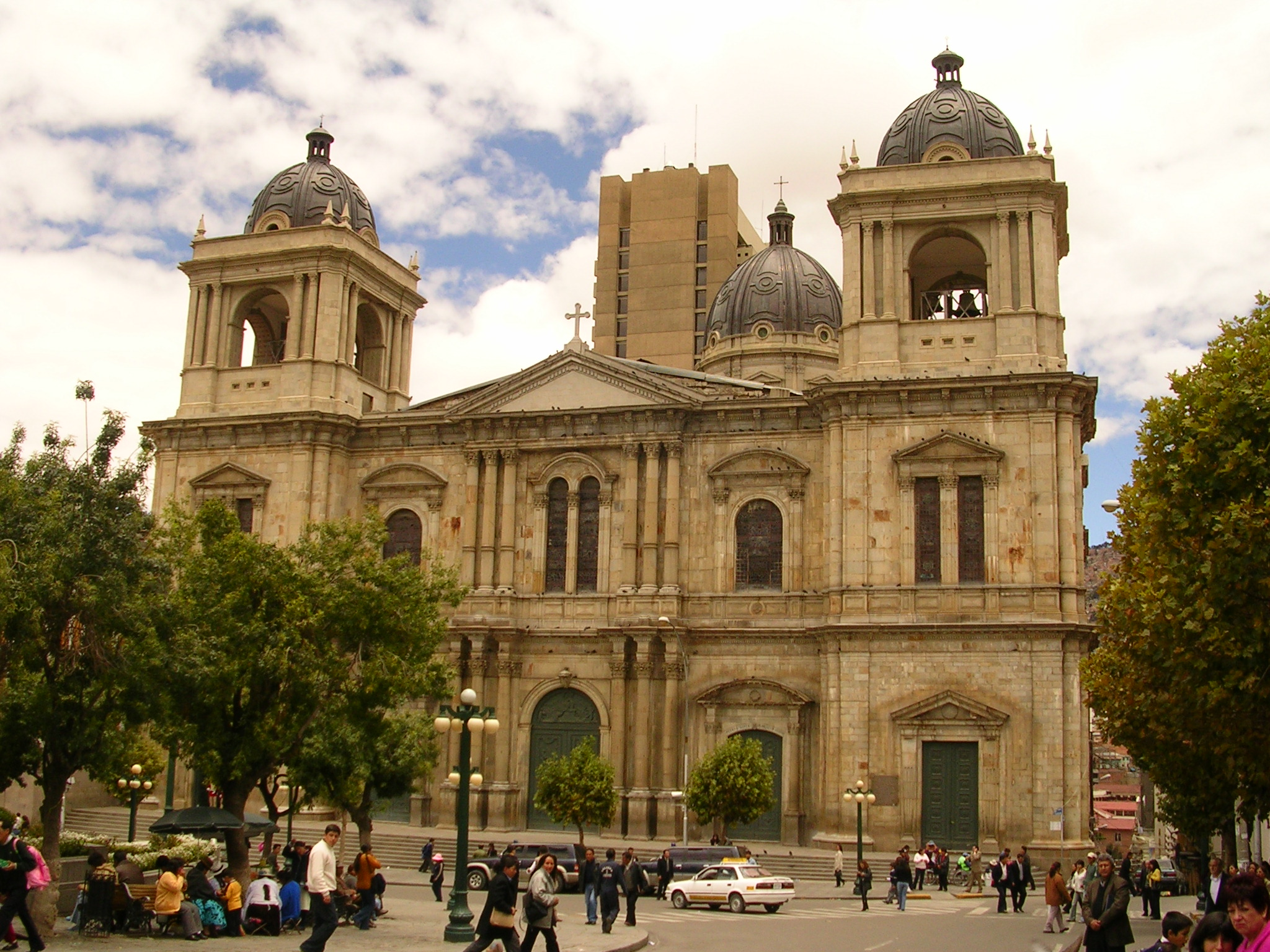
Кафедральный собор Ла-Паса

Католицизм в Боливии. Католическая церковь Боливии является частью всемирной Католической церкви. Численность католиков в Боливии составляет около 6,9 миллионов человек (87 % от общей численности населения) по данным Католической энциклопедии; 8,3 миллионов человек (85 %) по данным сайта Catholic Hierarchy.

## История
Испанские конкистадоры завоевали территорию современной Боливии, входившей тогда в состав империи инков, в 1532—1538 годах. Населявшие данные земли индейские племена кечуа и аймара были обращены в христианство, а территория с 1542 года вошла в состав вице-королевства Перу.
Первая епархия Боливии, епархия Ла-Платы (совр. архиепархия Сукре) была учреждена папой Юлием III в 1552 году. В 1605 году основаны епархия Ла-Паса и епархия Санта-Крус-де-ла-Сьерра, а в 1609 году епархия Ла-Платы получила статус архиепархии.
Католические миссионеры появились в Боливии сразу после колонизации. В XVI—XVII веках здесь вели свою деятельность францисканцы, иезуиты, доминиканцы, мерседарии и августинцы. Наиболее активно занимались миссией иезуиты, которые вели деятельность среди индейцев мохо и чикитос. В 1624 году они открыли университет им. Франциска Ксаверия в Чукисаке (совр. Сукре), к середине XVIII века на территории современной Боливии насчитывалось 22 иезуитских поселения с 60 тысячами новообращённых индейцев.
В 1767 году иезуиты были высланы из Боливии испанскими властями, их миссии пришли в упадок и частично преобразованы в регулярные приходы. Прочие ордена продолжали свою миссионерскую деятельность, так к 1800 году францисканская миссия среди индейцев чиригуано насчитывала 16 поселений с 40 тысячами местных жителей.
C 1776 года Боливия вошла в состав вице-королевства Ла-Плата.
В 1809 году началась война за независимость Боливии, которая завершилась в 1825 году провозглашением независимости страны. Война расколола духовенство, высшие чины в большинстве были на стороне испанцев, в то время как большинство рядовых священников поддерживали борцов за независимость. После создания независимого государства положение Католической церкви в Боливии сильно не изменилось, право патроната над церковью, принадлежавшее испанскому королю, перешло к президенту республики. В 1851 году Боливия и Святой Престол заключили конкордат, согласно которому кандидатуры на посты епископов отбирались внутри страны парламентом и президентом, а затем представлялись Святому Престолу для канонического утверждения. Конституция страны признавала католичество официальной религией.
В 1925 году открыта нунциатура Святого Престола в Боливии.

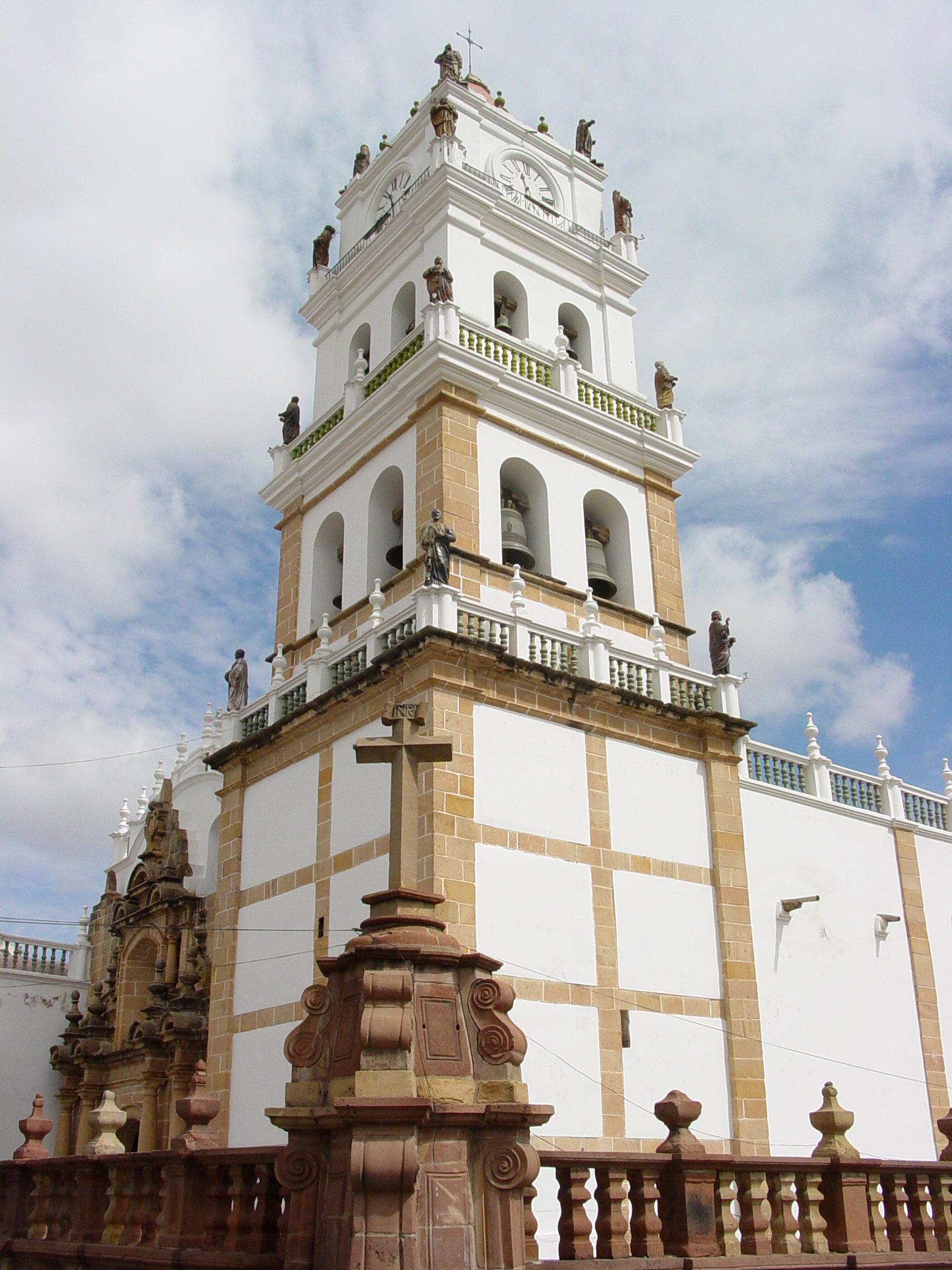
Кафедральный собор Сукре

В 30-50 годы XX века в стране резко выросла популярность левых идей, а с 1952 года, когда к власти пришло Националистическое революционное движение, Боливия вступила в 30-летний период крайней политической нестабильности, отмеченный целым рядом военных переворотов. Положение Католической церкви в этот период также было нестабильным, отношение властей колебалось от благожелательности к Церкви до прямых репрессий. Так, в 1970-х при диктаторе Уго Бансере для борьбы с распространениемтеологии освобождения был разработан план по дискредитации деятелей церкви, а в 1980 году диктаторский режим генерала Луиса Гарсиа Месы арестовал или выслал из страны более 50 священников. Примечательно, что оба президента позиционировались при этом как защитники «христианской цивилизации». 23 марта 1980 года правительственными эскадронами смерти был убит священник-иезуит Луис Эспиналь, который ныне почитается в Боливии как национальный герой.
В 1982 году в Боливии была восстановлена демократия и к власти пришло гражданское правительство Э. Силеса Суасо. В мае 1988 году состоялся визит в Боливию папы римского Иоанна Павла II, а в июле 2015 года — папы римского Франциска.
Принятая в 2009 году правительством социалиста Эво Моралеса новая Конституция лишила католицизм статуса государственной религии и провозгласила Боливию светским государством.

## Современное состояние
Католики составляют большинство населения страны, Католическая церковь ведёт активную благотворительную и образовательную деятельность. В стране служат 1113 священников, действуют 583 прихода. Организационно приходы объединены в 4 архиепархии-митрополии: архиепархия Сукре, архиепархия Ла-Паса, архиепархия Санта-Крус-де-ла-Сьерра и архиепархия Кочабамбы, которым подчинены 6 епархий, 2 территориальные прелатуры, 5 апостольских викариатов и военный ординариат.